# جاك بريتو
جاك بريتو (بالإنجليزية: Jack Britto) (16 أغسطس 1926 – 16 سبتمبر 2013) كان لاعب هوكي الحقل أولمبيًا، وُلد في كراتشي حين كانت ضمن الهند البريطانية. ينتمي إلى مجتمع الغوا في كراتشي، ودرس في مدرسة سانت باتريك الثانوية حيث كان من أبرز لاعبي الهوكي في المدرسة.

## المسيرة الرياضية
انضم بريتو إلى منتخب باكستان لهوكي الحقل ولعب في مركز "الظهير الأيمن" (Right Half). مثل باكستان في عدة بطولات دولية، وكان أحد أعضاء الفريق الأولمبي المشارك في الألعاب الأولمبية الصيفية 1952 في هلسنكي.
كما لعب في أندية محلية وعربية، بما في ذلك أندية في الكويت والشرق الأوسط خلال فترة عمله هناك، مما ساهم في نشر رياضة هوكي الحقل في هذه المناطق.

### الجدول الزمني لأبرز محطات حياته الرياضية
| السنة | الحدث                                      | ملاحظات                                    |
| ----- | ------------------------------------------ | ------------------------------------------ |
| 1926  | الميلاد في كراتشي                          | 16 أغسطس                                   |
| 1940s | التألق في فريق مدرسة سانت باتريك الثانوية  | أحد أفضل لاعبي الهوكي في المدرسة           |
| 1952  | المشاركة في الألعاب الأولمبية الصيفية 1952 | لعب في مركز الظهير الأيمن مع منتخب باكستان |
| 1960s | اللعب لأندية في الكويت والشرق الأوسط       | مساهمة في تطوير هوكي الحقل في المنطقة      |
| 2013  | الوفاة في ويلز، المملكة المتحدة            | 16 سبتمبر                                  |

## الحياة بعد الاعتزال
بعد انتهاء مسيرته كلاعب، انتقل جاك بريتو إلى العمل في مجال التدريب والإشراف الرياضي، حيث قام بتدريب فرق هوكي الحقل في المدارس والأندية المحلية في الكويت وعدة دول خليجية. ساهم في تطوير برامج تدريبية للشباب، وعمل مستشارًا فنيًا لبعض الفرق الناشئة، مما ساعد على رفع مستوى اللعبة في المنطقة. في سنواته الأخيرة، استقر في ويلز بالمملكة المتحدة، حيث ظل على تواصل مع مجتمع هوكي الحقل، وشارك في فعاليات رياضية وثقافية للجاليات الآسيوية هناك.

## الإرث
يُذكر جاك بريتو كأحد أوائل لاعبي هوكي الحقل الذين مثلوا باكستان على المستوى الأولمبي، ويُعتبر من الشخصيات المؤثرة في نشر اللعبة في منطقة الخليج خلال ستينيات القرن العشرين.